# I Feel Immortal
«I Feel Immortal» es una canción de la cantante finlandesa Tarja Turunen. Es el segundo sencillo promocional de su tercer álbum, What Lies Beneath. 

## Trasfondo y composición
La canción fue originalmente escrita por Toby Gad, Kerli y Lindy Robbins, el mismo día que escribieron "Skyscraper" de Demi Lovato. Fue inicialmente planeada para el segundo álbum de Kerli, pero fue descartada. Turunen reescribió los versos y grabó la canción.  La versión de Kerli, bajo el título "Immortal", aparece en Frankenweenie Unleashed!.

## Lanzamiento
Para el lanzamiento de este sencillo, su compañía discográfica en Alemania le solicitó a Tarja crear una canción, que sería sencillo en venta solo en su país, en Suiza y en Austria. Dando luz a «I Feel Immortal». Originalmente iba a ser el tercer sencillo, cosa que luego fue modificada con el cambio de lanzamiento del sencillo «Until My Last Breath».
El sencillo fue lanzado el 27 de agosto en formato de una edición limitada de un Digipack con dos discos compactos, en vinilo y en descarga digital. El videoclip fue filmado en Islandia y publicado a través de su sitio en Youtube el 6 de agosto de 2010 y descrito por la intérprete como "El vídeo más hermoso de su carrera".

## Interpretaciones en vivo
"I Feel Immortal" actualmente es una de las canciones más populares de Tarja como solista. Fue interpretada regularmente en el What Lies Beneath World Tour, pero Turunen dejó de interpretarla en vivo en el 2012. Cantó la canción por primera vez en ocho años en Bucarest, Rumania en 2020, en dos conciertos grabados para el DVD Circus Life. "I Feel Immortal" volvió al repertorio de Turunen en la gira Living the Dream Tour, desde 2023.

## Canciones

### Edición regular
1. I Feel Immortal (Single Mix) - 4:28
2. I Feel Immortal (Radio Remix) - 4:31

### Edición limitada
1. I Feel Immortal (Single Mix) - 4:28
2. If You Believe (Piano Version) - 4:13

## Ventas
| Listas (2010)                     | Posición |
| --------------------------------- | -------- |
| Alemania (Germany Singles Charts) | 55       |
| Brasil (Brazilian Top 100 Lyrics) | 72       |